# 오즈의 마법사

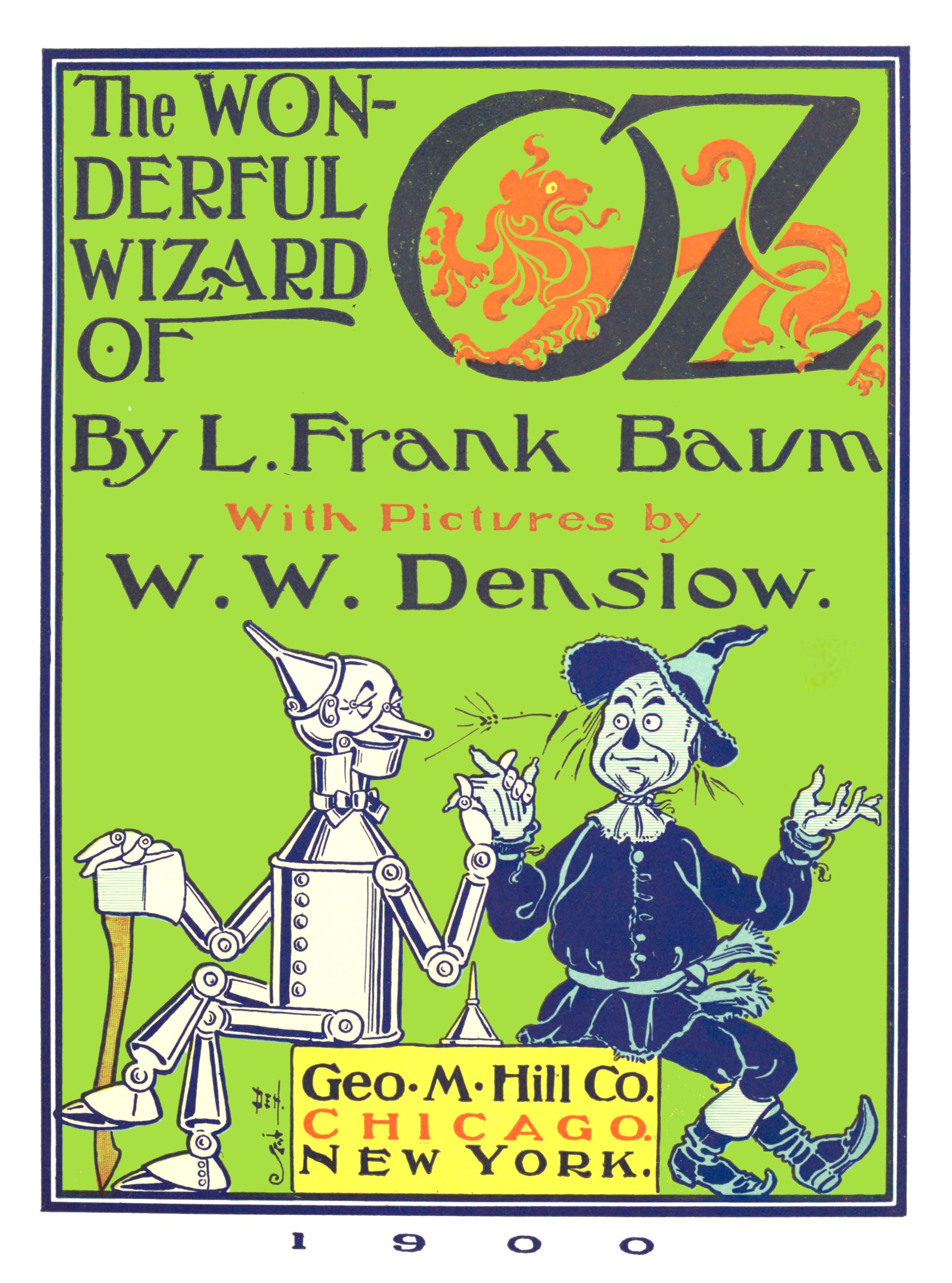
오즈의 마법사 제1편 표지

《오즈의 마법사》(The Wizard of Oz)는 미국의 동화 작가 라이먼 프랭크 바움이 쓰고 W. W. 덴슬로가 삽화를 그린, 총 14편으로 된 아동문학 작품이다. 제1편은 오즈의 위대한 마법사(The Wonderful Wizard of Oz)라는 이름으로 1900년 시카고 조지 M. 힐 출판사에서 간행되었다. 이 초기작은 1년 만에 2만 1천 부가 팔렸으며, 다음 해에 총 3만 5천 부의 초판이 매진되었다. 프랭크 바움은 제1편의 호응이 좋은데다 1903년 1편을 소재로 한 브로드웨이 뮤지컬도 성공을 거두면서 열 세 편의 후속작들을 더 쓰게 된다. 이후 수많은 판이 거듭 출판되었고, 그 중 일부는 '오즈의 마법사(The Wizard of Oz)라는 이름으로 발간되기도 했다.
이야기의 핵심은 도로시라는 한 소녀가 오즈의 나라에서 겪는 모험을 시간 순으로 서술한 것이다. 1939년 개봉된 MGM 영화 '오즈의 마법사'(The Wizard of Oz)에 힘입어 이 소설은 미국 대중 문화에서 가장 유명한 작품 중 하나가 되었고 여러 나라의 언어로 번역되었다.
이 소설에 등장한 주인공들과, 배경 아이디어들은 라이먼 프랭크 바움의 개인적인 삶과 경험에서 나온 것이었다.  그는 여러 직업을 가졌고, 이사를 여러 번 하였으며, 많은 사람들을 접하였다. 역사가 및 경제학자, 문학가들은 이 작품에 대한 여러 가지 해석을 내놓았다.
1964년 헨리 리틀필드(Henry Littlefield)라는 교사가 다음과 같이 당시의 경제적인 상황을 비유하였다. 19세기 후반 미국에서 발생한 금본위제와 은본위제를 둘러싼 정치투쟁을 은유적으로 표현했다.

## 오즈의 마법사 시리즈

### 1. 위대한 마법사 오즈
멕킨리 대통령을 상징한다는 해석이 있다. 원제는 The Wonderful Wizard of Oz, 동화작가 L. 프랭크 바움이 지음, 일러스트레이터인 W.W.덴슬로가 그림을 그렸고, 1900년에 세상에 나왔다.
- 줄거리

도로시는 캔자스주에서 농부 헨리 아저씨, 엠 아주머니하고 함께 살고 있었다. 모든 것이 회색인 황량한 초원에서 도로시의 유일한 친구는 강아지 토토였다. 회오리바람이 불어온 어느 날 도로시는 강아지 토토하고 함께 숨은 집에서 집을 그대로 들어올린 토네이도에 의해 오즈의 세계로 모험을 떠나게 된다.
오즈의 동쪽 뭉크킨의 나라에 도착하게 된 토토하고 도로시는 자신의 집이 나쁜 동쪽마녀를 깔고 떨어졌다는 사실을 알게 되고, 뭉크킨들은 자신들을 괴롭혀 온 나쁜 마녀를 처치해 준 도로시에게 감사를 표한다. 뭉크킨들과 함께 온 착한 북쪽마녀는 마법으로 도로시가 에메랄드시로 가서 위대한 마법사 오즈를 만나야 한다는 예언을 한다. 도로시는 동쪽마녀가 사라진 곳에 남겨진 은구두를 신고 에메랄드시로 가는 노란벽돌길을 걸어간다.
도로시는 모험을 시작하면서 여러 친구들을 만난다. 첫 번째 친구 허수아비는 자신이 생각할 수 있는 뇌가 없어 새들에게도 무시를 당해 아무 쓸모가 없다고 여겨서, 오즈에게 뇌를 만들어 달라고 부탁하려 한다. 두 번째 친구 양철 나무꾼은 녹이 슬어 숲에 서 있다가 기름칠을 해 움직이게 되고, 오즈에게 사랑을 할 수 있는 마음을 만들어 달라고 부탁하려 한다. 세 번째 친구 사자는 겁이 많아 어떤 동물 앞에도 나설 수 없다고 생각해, 오즈에게 용기를 달라고 부탁하려 한다.
노란벽돌길에서 일행은 뾰족한 바위가 깔린 계곡과 곰의 몸에 호랑이 머리를 한 괴물 칼리다에게 쫓기는 고비를 넘긴다. 양철나무꾼이 들고양이에게서 구해준 들쥐의 여왕은 은혜를 갚기 위해 들쥐들을 모두 모아 양귀비 밭에 잠든 사자를 구해낸다. 세찬 강에다 영원히 잠들게 하는 양귀비 꽃밭을 지날 때는 허수아비가 지혜롭게 꾀를 내어 문제를 해결했다.
에메랄드에 도착한 일행은 오즈를 만나기로 한다. 오즈는 누구나 쉽게 만나주지 않았는데, 도로시가 은구두를 신고 있으며, 이마의 북쪽마녀의 입맞춤 자국이 있다는 것을 듣고는 일행을 하루에 한 명씩 만나주기로 한다. 오즈는 큰 머리나 아름다운 여인, 이상한 괴물과 불타는 공으로 나타나며, 서쪽나라의 나쁜 마녀를 죽이고 돌아오면 소원을 들어주겠다는 약속을 한다. 
일행은 서쪽 윙키의 나라로 가는데, 나쁜 마녀는 자신의 영역에 들어온 일행을 해치려고 늑대와 까마귀와 벌떼를 차례로 보내지만, 모두의 지혜로 살아남는다. 마녀는 윙키들에게 공격하게 하지만 사자의 함성에 모두 달아났고, 세 번 쓸 수 있는 황금모자의 마법을 이용해 날개 달린 원숭이를 부른다. 원숭이들은 허수아비와 양철나무꾼을 못 쓰게 만들고 사자를 묶어 가뒀지만, 도로시는 북쪽 마녀의 입맞춤으로 보호되고 있어 서쪽마녀에게 데리고 온다.
마녀는 도로시의 구두를 빼앗기 위해 곁에 두고 부엌일을 시킨다. 마녀가 구두를 빼앗자 화가 난 도로시가 양동이의 물을 끼얹자, 마녀가 갈색물로 녹아 사라져버렸다. 자유롭게 된 도로시는 다시 일행을 되찾고, 들쥐 여왕의 도움으로 황금 모자가 지닌 마법의 힘을 알고 날개 달린 원숭이를 불러 에메랄드시로 돌아가게 된다. 
도로시 일행이 에메랄드시에 도착하자 오즈는 그들을 피하지만, 토토가 오즈 앞에 쳐진 장막을 당기면서 자신의 진짜 정체를 들키게 된다. 알고 보니 마법사 오즈는 캔자스 근처 오마하 출신으로 복화술을 익힌 서커스단의 기구 여행가였는데, 젊었을 때 기구를 탔다가 실수로 바람에 의해 오즈에 오게 됐다. 하늘에서 내려온 그를 마법사로 알게 된 오즈의 사람들에게 에메랄드 시의 담장과 성을 짓게 한 후 초록색 안경을 씌워 그곳의 모든 것이 초록색으로 빛난다고 믿게 만들고, 궁전의 알현실에 숨어 자신의 복화술을 이용해 마법사 행세를 해 온 것이다.
허수아비는 원래 지혜로웠고, 양철나무꾼은 원래 따뜻한 마음을 갖고 있었고, 사자는 원래 용감했다. 이를 안 오즈는 그들에게 원래 갖고 있었던 감정을 거짓으로 주어 부탁을 들어준다. 오즈는 도로시와 함께 캔자스로 돌아가기 위해 열기구를 만들지만, 도로시는 토토를 찾느라 타지 못하고 오즈 혼자 고향으로 돌아갔다. 
에메랄드시의 왕으로 추대된 허수아비를 비롯한 일행하고 함께 도로시는 남쪽 마녀를 찾아간다. 도중에 요술나무의 숲과 도자기 인형들의 나라를 지나, 거대한 거미에게 공격을 받은 숲 속 동물들을 만난다. 사자는 거미를 처치해 주고 그들의 왕이 되었다. 긴 목을 뻗어 편평한 머리로 통행자를 공격하는 망치머리사람들의 언덕에 다다랐을 때, 도로시하고 그의 친구들은 날개 달린 원숭이들을 불러 무사히 쿼들링들의 나라를 거쳐 글린다를 만나게 된다. 
글린다는 도로시 일행에게 각자 원하는 것을 한 가지씩 말해보라고 하였다. 그러자 허수아비는 뇌를, 양철 나무꾼은 사랑을 할 수 있는 마음을, 사자는 용기를 갖고 싶다고 하였으며, 도로시는 저는 제 고향 마을 캔사스로 돌아가는 것이라고 했다. 친절한 남쪽 마녀 글린다는 은구두의 뒷굽을 세 번만 바닥에 내려치면 원하는 곳으로 돌아갈 수 있음을 알려 주게 된다. 도로시는 토토하고 함께 고향 마을 캔자스로 돌아가게 되면서 허수아비, 양철 나무꾼, 사자하고 이별을 하게 된다.

### 2. 환상의 나라 오즈
OZ는 금과 은의 단위를 상징하는 Ounce의 영어식 줄임말이다.
(The Marvelous Land of Oz | L. 프랭크 바움 지음 | 존 R. 닐 그림 | 1904)
- 줄거리

오즈의 북쪽 보라색 길리킨의 나라에는 티페타리우스- 줄여서 팁이라는 이름의 소년이 살고 있었다. 몰래 못된 마술을 하곤 하는 몸비 할머니가 고아인 그를 아주 어릴 때부터 키워왔는데, 팁은 소와 돼지를 먹이고 농사를 짓는 힘든 일을 해야 했지만 그도 몸비를 미워했기 때문에 적당히 놀면서 일을 했다.
어느 날 몸비가 이웃의 못된 마법사 니키딕을 찾아간 사이, 팁은 그녀를 골려주기 위해 호박을 깍은 머리에 단풍나무 몸통, 떡갈나무 다리를 가진 나무인형을 만들어 '호박머리 잭'이라 이름짓고 옷을 입혀 길에 세워둔다. 몸비는 니키딕에게 얻은 생명의 마법 가루를 인형에 시험하는데, 실제로 잭이 살아움직이게 된다.
그날 밤 몸비는 말썽쟁이 팁을 대리석 동상으로 만들어 줄 마법약을 만들고, 이 사실을 안 팁은 몸비가 잠든 사이 몸비의 마법가루를 훔쳐 잭과 함께 탈출한다. 잭은 자신을 만든 팁을 아버지라고 부르고 팁에게 오즈의 모든 것을 하나하나 알려준다. 팁은 나무로 만든 잭의 관절이 약해 닳아없어질 것을 걱정해, 숲에 나무꾼들이 만들어둔 나무받침대에 생명의 마법 가루를 뿌려 목마를 만든다.
이제 목마에 탄 잭과 팁은 에머랄드시로 여행을 계속한다. 둘은 목마를 타고 강을 건너다 옷이 모두 젖게 되어 옷을 말리기 위해 목마를 빨리 달리게 하는데, 그만 팁이 숨이 차 목마를 놓친다. 그런 줄도 모르고 에메랄드시에 도착한 잭은 당황하고, 신기한 그의 모습을 본 성문지기는 허수아비왕에게 그를 안내한다.
왕이 된 허수아비는 예전 도로시와 여행을 다닐 때와는 조금 달라졌다. 머리에 쓴 무거운 황금관 때문에 얼굴은 일그러져있고, 자신이 누구보다 지혜롭다는 자부심이 가득차있다. 잭은 다른 나라 사람과 말이 통하지 않을 것이라 생각하고, 이에 허수아비는 통역사로 소녀 젤리아 잼을 부르지만, 사실 오즈의 나라들은 모두 같은 말을 썼기 때문에 망신만 당한다. 허수아비는 자신과 마찬가지로 보통 사람과 다른 잭을 친구로 삼아주겠다고 하고 둘은 왕궁의 뜰에서 사이좋게 고리 던지기 놀이를 한다.
잭과 헤어진 팁은 에메랄드시를 점령하러 가는 반란군들의 지휘관 진저장군을 만나게 된다. 진저장군과 오즈의 네개 나라에서 온 소녀들은 뜨개질 바늘을 들고 에메랄드시의 보석과 권력을 뺏기 위해 진격한다. 전쟁에 대비가 안 된 병사들은 별다른 저항 없이 시를 빼앗기고, 허수아비왕은 잭, 그리고 잭을 찾아 왕궁으로 온 팁과 함께 목마를 타고 왕궁을 탈출한다.
허수아비는 왕위가 지겨웠지만 소녀들이 자신을 해칠까 두려워 일행과 함께 양철나무꾼이 황제가 된 윙키의 나라로 향한다. 허영심에 가득찬 양철나무꾼은 금은으로 치장한 응접실에서 니켈로 도금된 몸을 포마드기름으로 한껏 광택을 낸채 친구들을 맞는다. 그러나 그는 우정을 잊진 않았고 친구를 도와 에메랄드시를 되찾기로 하고 함께 여행을 떠난다.
한편 영웅으로 알려진 허수아비왕과 양철 나무꾼황제가 함께 올 것을 두려워한 진저장군은 몸비를 부르고, 몸비는 팁일행이 오는 길에 마법으로 환상을 만들어 내어 길을 잃게 만든다. 허수아비의 지혜로 길을 헤쳐가던 일행은 목마가 토끼구멍에 빠져 다리가 부러지는 바람에 멈추게 되고, 그곳에서 사람만큼 큰데다 양장까지 차려입은 워글벌레를 만나게 된다. 이 워글벌레는 우연히 학교에 갔다가 벽난로틈에서 3년간 살며 노위틀교수의 수업을 들었고, 자신을 '완전하게 교육을 받은' 학위있는 벌레라고 소개한다. 또한 그는 교수에게 잡혔다가 교재용으로 확대경 위에 올랐었는데, 이 때 도망쳐 지금처럼 큰 몸을 가져 '대단히 위대한' 워글벌레가 되었다는 것이다. 새로운 일행이 된 워글벌레는 학식과 교양을 갖춘 지식인이라면 농담을 통해 천재성을 드러낸다며 말장난을 하지만 일행은 모두 불쾌해 한다.
워글벌레의 조언으로 목마의 다리를 고친 일행은 다시 길을 떠난다. 마침 들쥐가 있는 들판에 온 그들은 옛친구인 들쥐여왕의 불러 에머랄드시로 가는 길을 인도해 달라 부탁한다. 허수아비왕은 또한 출발 전에 그녀의 부하 12마리를 자신의 지푸라기 품속에 숨겨달라는 부탁을 한다.
환상에 속지 않는 들쥐여왕 덕에 무사히 에메랄드시로 온 팁 일행은 남자들이 집안일을 하고 여자들이 수다를 떨고 있는 도시를 보게 된다. 일행은 별다른 저항없이 왕궁에 들어갔지만 곧 소녀들에 포위되고, 끔찍한 사형의 위기에서 허수아비가 데려온 들쥐들을 풀어놓자 소녀들은 왕궁 밖으로 달아난다. 포위된 왕궁을 벗어나기 위해 일행은 마법가루로 날아갈 탈것을 만들 계획을 세운다. 야자수나무잎을 날개로 몸통은 소파, 꼬리는 빗자루, 머리는 사슴과 비슷한 짐승인 검프의 박제된 머리로 엉성하게 만든 새 친구 '검프'는 모든 일행을 태우고 빠른 속도로 날아 왕궁을 탈출한다.
허수아비는 글린다를 찾아간다는 계획을 세우고, 날아가면서도 잭은 자신의 호박머리가 망가져 죽을까봐 걱정만 한다. 이를 농담거리로 삼는 워글벌레에게 팁은 그가 현실과 동 떨어진 낡은 교육만 받았다며 일침을 놓는다. 일행은 가면서 다 쓴 생명의 마법 가루 통에 숨겨져 있던 니키딕 박사의 소원을 이루어지는 알약을 세개 찾아내지만, 처음 수에 2를 곱하고 2를 계속 더 해 17을 만들라는 사용방법이 적혀있어 낙심한다.
밤사이 계속 날아간 검프는 사막 건너의 나라까지 도착해 있었고, 일행은 놀라 돌아가려 하지만 착륙에 실패한 검프는 날개를 잃고 만다. 갈가마귀 둥지에 떨어진 일행은 갈가마귀 떼의 공격을 받게되고, 다른 일행들이 허수아비 지푸라기 밑에 숨은 사이 양철 나무꾼과 목마는 용감하게 싸운다. 검프가 마지막힘을 다해 갈가마귀 떼를 내쫓아 일행은 목숨을 구하지만 허수아비는 지푸라기를 다 잃어버리고 만다. 일행들이 그의 몸을 갈가마귀가 둥지에 모아둔 각종 지폐들로 다시 채운 후, 우연히 목마가 알약의 마법을 쓸 묘안을 생각해 내어(1/2에 2를 곱했다) 팁이 알약을 삼키기로 하였지만, 팁이 알약을 먹고 고통을 느껴 검프를 고치지 못한다. 그러나 워글벌레가 인간은 벌레와 다를 것 같다고 하면서 자신이 먹어보겠다며 알약을 삼키고 소원을 빈다. 일행은 검프의 날개를 고치고 다시 글린다의 나라로 떠난다.
일행은 가는 길에 실수로 남은 알약을 모두 잃어버리지만 무사히 글린다의 성에 도착한다. 이미 모든 것을 알고 있던 글린다는 에메랄드시의 진짜 주인은 과거에 마법사 오즈에게 왕위를 빼앗긴 패스토리아의 딸, 오즈마 공주라는 얘기를 해준다. 허수아비는 기꺼이 오즈마에게 왕위를 돌려주기로 하지만 오즈가 소녀에게 이상한 마법을 써 감춰두었기 때문에 글린다 조차도 찾을 수가 없었다. 이 마법에 몸비가 관련돼 있다는 기록을 찾은 글린다는 자신의 군대를 모아 에메랄드시로 진격하고 몸비를 붙잡아 오즈마공주를 찾아내겠다는 계획을 세운다.
진저장군은 몸비를 내놓으라는 글린다 군대의 위용에 겁을 먹고, 마녀 몸비 역시 그들을 두려워 했다. 먼저 몸비는 마법을 부려 자신과 젤리아잼의 외모를 바꾸고 대신 글린다에게 보내지만, 글린다는 속임수를 간파하고 화를 낸다. 두 번째로 몸비는 장미꽃으로 둔갑해 덤불에 숨은 후 밤이 될 때까지 자신을 찾아내지 못하면 물러가라는 요구조건을 걸고 글린다를 들여보내라고 한다. 글린다와 친구들은 그녀를 찾지 못 하지만 우연히 양철나무꾼이 유난히 큰 장미꽃을 꺾어 돌아가고, 실패에 낙심한 친구들 사이에서 글린다는 다시 한번 몸비의 속임수를 꿰뚫어 본다.
들통이 나자 몸비는 그리핀으로 변신해 달아나지만 글린다는 절대 지치지 않는 목마를 타고 쫓아가 마침내 마녀를 붙잡는다. 글린다의 무서운 추궁에 입을 연 몸비는 놀랍게도 팁이 바로 오즈마 공주라는 사실을 털어놓고, 팁은 소녀가 되기 싫어하지만 변신술을 풀자 아름다운 오즈마 공주가 되어 나타난다.
진저장군은 이 소식을 듣고도 다시 평범한 소녀로 돌아가기가 두려워 에메랄드시를 걸어 잠궜지만, 하늘을 나는 검프의 활약으로 결국 항복한다. 왕위를 되찾은 오즈마 공주는 글린다의 조언대로 현명하게 나라를 다스렸다. 워글벌레는 교육부장관이 되었고 검프는 그의 희망대로 몸을 풀고 머리는 궁전 벽난로에 걸려 원래 모습을 되찾았다. 목마는 여왕의 개인 소유물이 되어 황금말굽을 갖게 되었고, 호박머리 잭은 머리는 나빠도 순진한 마음 그대로 평생 오즈마의 친구로 지내게 되었다. 마지막으로 양철나무꾼은 다시 윙키의 나라로 돌아가면서 몸에 지폐를 가득 채운 친구 허수아비를 왕실 재무상으로 삼는다.

### 5. 오즈로 가는 길
노란 벽돌길은 미국의 금본위제를 상징한다.
도로시는 버터필드로 가는 길을 묻는 털복숭이 할아버지를 만난다. 이 털복숭이 할아버지에게 길을 가르쳐 주던 도로시는 이상한 길로 빠져들고 만다. 도로시가 계속 길을 가다보니 빛나는 단추를 만나게 되고, 빛나는 단추는 도로시 일행(도로시, 토토, 털복숭이 할아버지)과 함께 가기로 한다. 그러다 여우들이 사는 곳에 가게 되는데...

### 6. 오즈의 에메랄드 시
미국의 수도인 워싱턴 D.C를 상징한다.
온통 초록색이다. 오즈의 각 시는 각각의 색깔을 나타낸다.
각각 노란색, 보라색, 파란색, 빨간색이다.
오즈시는 초록색이고 각각 도시들은 오즈를 둘러싸고 있다.
그러나 사실 오즈에 들어갈 때 초록색 안경을 나눠주며 색안경을 끼고 들어가므로 오즈는 온통 초록색으로 보이는 것일 뿐, 원래는 흰색이다.

### 9. 오즈의 허수아비
순진한 미국의 농민계급을 상징.

### 10. 오즈의 링키팅크
링키팅크 왕국에는 유쾌하고 멍청한 왕이 다스리고 있다. 어느 날 왕은 몰래 배를 타고 핑가리라는 섬을 방문해서 키티커트 왕과 즐거운 시간을 가진다. 그런데 핑가리 왕국의 적인 레고스와 코레고스의 전사들이 핑가리로 쳐들어 와서 키티커트 왕과 왕비등 모든 사람을 잡아가고 보물을 약탈해 갔다. 핑가리의 왕자인 잉가 왕자와 링키팅크 왕 염소 빌빌이 살아남게 되었다. 잉가 왕자는 마법의 진주를 기억해 내고 그것으로부터 보호를 받는다. (분홍 진주-위험으로부터 보호해줌 푸른 진주-큰 힘을 줌 하얀 진주- 지혜로운 말을 해줌)마법의 진주 덕분에 레고스 섬을 정복하는데 성공한 잉가 왕자는 푸른 진주와 분홍색 진주를 든 신발을 잃어버리게 되는데...

### 12. 오즈의 양철 나무꾼
미국 동부의 공장노동자들을 상징. 공장의 체계에 갇혀 너무나 고된 일상때문에 비인간화된 개인을 상징.
양철 나무꾼이 뒤늦게 인간일적 결혼을 약속했던 뭉크킨의 니미 아미라는 여인을 윙키들의 나라의 황후로 삼기위해 찾아가는 그 여정을 담은 에피소드이다.

## 미디어

### 뮤지컬
- 해당 동화 뮤지컬
- 위키드

### 영화
- 1939년 영화
- 1985년 영화
- 위키드 뮤지컬과 같이 그레고리 맥과이어의 소설 위키드가 원작이다.